# Peter Pleus
Peter Pleus (* 22. September 1954) ist ein deutscher Manager und ehemaliger Vorstand Automotive der Schaeffler AG.

## Leben
Peter Pleus studierte von 1973 bis 1978 Maschinenbau an der ETH Zürich. Dort promovierte er 1982 mit dem Thema Eine Theorie zweiter Ordnung für endliche Deformationen des schlanken Balkens.

## Wirken
Seine berufliche Karriere startete Pleus im familieneigenen Betrieb PLEUCO GmbH Carl Pleus und Söhne, einem Hersteller von Motor- und Ventiltriebkomponenten in Zell im Wiesental. Nach Zusammenschluss von PLEUCO mit der Mahle-Witzemann-Gruppe zu MWP Mahle-Witzemann-Pleuco wurde er 1994 in Stuttgart Geschäftsführer dieses Unternehmens, das heute unter Mahle Ventiltrieb GmbH firmiert.
2001 wechselte Pleus in die Geschäftsleitung Automotive der INA-Schaeffler KG in Herzogenaurach, wurde dort 2005 Vorsitzender der Geschäftsleitung Unternehmensbereich Motorsysteme und 2009 Vorsitzender der Geschäftsleitung Automotive. Nach der Börseneinführung im Oktober 2015 hieß die Position, die er bis Ende 2018 innehatte, Vorstand Automotive.

## Auszeichnungen
- 2011 Ehrenprofessor der Universität Transilvania Brașov, Rumänien[4]